# Coscinesthes
Coscinesthes is een kevergeslacht uit de familie van de boktorren (Cerambycidae). De wetenschappelijke naam van het geslacht werd voor het eerst geldig gepubliceerd in 1890 door Bates.

## Soorten
Coscinesthes omvat de volgende soorten:
- Coscinesthes minuta Pu, 1985
- Coscinesthes porosa Bates, 1890
- Coscinesthes salicis Gressitt, 1951